# Колорадо (плато)
Вижте пояснителната страница за други значения на Колорадо.
Колорадо (на испански: Colorado Plateau) е пустинно плато във Вътрешния пояс на Северноамериканските Кордилири, разположено в югозападната част на САЩ в щатите Аризона (40%), Юта (31%), Ню Мексико (21%) и Колорадо (7%). На северозапад граничи с планинската област на Големия Басейн, на изток и североизток – с южните хребети на Скалистите планини, на юг – с вътрешната област на Мексиканската планинска земя. Дължината му от север на юг е 826 km, ширината – до 700 km, а площта – 326 927 km².

## Релеф, геоложки строеж, полезни изкопаеми
Преобладаващата надморска височина е между 1800 и 2500 m. Най-високата точка на платото е връх Маунт Пел 3877 m, издигащ се в североизточната му част, на територията на щата Юта. Изградено е от докамбрийски кристалинни скали, препокрити с мощни наслаги с палеозойска и палеогенска възраст, с които са свързани големите находища на уранови руди. През палеогена е започнало епейрогенно издигане, съпроводено с разломна дейност, проявление на вулканизъм и врязването на реките в меките седиментни пластове. Тук река Колорадо е образувала един от най-грандиозните каньони на земята – Гранд Каньон.

## Климат, води, растителност
Климатът на платото е субтропичен, континентален, сух, с годишна сума на валежите 200 – 500 mm/m². От североизток на югозапад през платото протича река Колорадо със своите притоци Долорес, Грийн Ривър, Сан Хуан, Литъл Колорадо и др. Растителнотта е представена от суха степ със сукулентни треви, а в малко по-влажните места – борово-хвойнови редки гори и храсти.